# Mohammad Hosejn Mohammadijan
Mohammad Hosejn Mohammadijan (pers. محمدحسین محمدیان; ur. 19 sierpnia 1992) – irański zapaśnik walczący w stylu wolnym. Olimpijczyk z Tokio 2020, gdzie zajął trzynaste miejsce w wadze 97 kg.
Brązowy medalista mistrzostw świata w 2014; piąty w 2022. Mistrz Azji w 2015 i 2022; trzeci w 2024. Triumfator igrzysk wojskowych w 2019, a także wojskowych MŚ w 2021. Pierwszy w Pucharze Świata w 2015. Trzeci na uniwersjadzie w 2013 roku.